# Associated Press
The Associated Press o AP és una agència de notícies dels Estats Units. L'AP és una cooperativa propietat dels diaris, estacions de ràdio i televisió dels Estats Units, que al mateix temps contribueixen amb notícies i utilitzen el material escrit pels seus periodistes. Va ser fundada el 1846. Diversos diaris i estacions de comunicació fora dels Estats Units estan subscrits a l'AP, la qual cosa significa que paguen per utilitzar el seu material però no són membres de la cooperativa.
El servei de l'agència es produeix en cinc idiomes: anglès, alemany, holandès, francès i castellà. Així, AP cobreix successos de nivell mundial, nacional i local, per després posar aquests continguts a disposició dels seus socis i clients, per a la posterior publicació, difusió i distribució d'aquests.
El 2005, les notícies d'AP eren utilitzades a 1.700 diaris i 5.000 estacions de televisió i de ràdio. La seva llibreria d'imatges consisteix en més de 10 milions de fotografies. L'AP té 243 oficines i arriba a 121 països, i és també l'agència de notícies amb major quantitat d'empleats en més de 120 països. També té el rècord de Premis Pulitzer, amb un total de 49.
En col·lapsar-se United Press International —el seu major competidor l'any 1993— AP va romandre com l'únic servei de notícies amb seu als Estats Units. Els altres rivals que també publiquen en idioma anglès, com les agències de notícies britànica Reuters i la francesa Agence France-Presse, tenen bases fora dels Estats Units.
La difusió de notícies per Internet amenaçava l'estructura financera de l'AP. El 18 d'abril de 2005, en la seva reunió anual, l'AP va anunciar que des del 2006, per primera vegada, començaria a cobrar separadament per la publicació de notícies i imatges a les pàgines web. Prèviament, el material de l'AP podia ser publicat a Internet pel comprador sense càrrec extra. Tanmateix, la cooperativa posteriorment va decidir abandonar el pla i aconseguir més lectors llançant la pàgina web ASAP Arxivat 2008-06-21 a Wayback Machine. D'altra banda, per ser més competitiva en el mercat, AP va decidir crear la seva pròpia aplicació de notícies: l'AP Mobile.

## Història
L'agència de notícies Associated Press va ser creada el 22 de maig de 1846 per cinc diaris novaiorquesos. L'objectiu principal de l'associació era compartir els costos de transmetre notícies sobre la Guerra de Mèxic i els Estats Units. Qui va dur la capdavantera en el projecte va ser Moses Yale Beach (1800–1868), segon editor de The Sun, amb la col·laboració del New York Herald, el New York Courier i Enquirer, The Journal of Commerce i el New York Evening Express. El New York Times també es va convertir en membre poc temps després de la seva fundació al setembre de 1851.
En els seus inicis, l'agència es feia conèixer com la New York Associated Press (NYAP) i tenia com a competència la Western Associated Press. Una investigació realitzada el 1892 per Victor Lawson, editor del Chicago Daily News, va fer que sortís a la llum un gran escàndol relacionat amb diversos directors de la NYAP i la United Press. Aquestes revelacions van ocasionar que l'agència novaiorquesa es veies obligada a posar punt final a la seva aventura periodística. El desembre del 1892 la Western Associated Press s'incorporava a Illinois com The Associated Press. Finalment, gràcies a una decisió del Tribunal Suprem d'Illinois, l'AP es va mudar de Chicago a Nova York.
Quan Associated Press es va fundar les notícies eren un negoci molt rendible. Melville Stone, fundador del Chicago Daily News el 1875, va ser director general de l'agència des del 1893 fins al 1921. Va destacar, sobretot, per haver estat fidel als valors d'integritat, imparcialitat i precisió de la casa. La cooperativa va créixer de manera formidable sota el mandat de Kent Cooper (1925–48), l'home qui va obrir agències d'AP a Amèrica Llatina, Europa i (després de la Segona Guerra Mundial), Orient Mitjà. A més, va introduir el teletip a les redaccions el 1914. El 1935, AP també va llençar la xarxa de telefotografia. Fet que va donar a l'agència un avantatge important envers altres mitjans de comunicació. Mentre que la primera xarxa connectava Nova York, San Francisco i Chicago, amb el temps AP va aconseguir que la seva estigués arreu dels Estats Units.
El 1945, el Tribunal Suprem dels Estats Units sostenia que Associated Press havia vulnerat la Llei Sherman Antitrust en prohibir als diaris membres vendre o oferir notícies a organitzacions no membres, a més de fer molt difícil l'admissió de diaris no membres a la cooperativa. Aquesta decisió va facilitar el creixement del seu principal rival United Press International, encapçalada per Hugh Baillie.
El 1941 l'agència va començar a distribuir notícies a les estacions de ràdio i va crear la seva pròpia cadena el 1974. El 1994 va llençar APTV, una agència internacional de recopilació de notícies. APTV es va fusionar amb WorldWide Television News el 1998 formant APTN, una xarxa que proveeix material a emissores i pàgines web. El 2009, AP tenia més de 240 agències distribuïdes arreu del món. El seu objectiu fonamental—"reunir amb economia i eficiència un informe precís i imparcial de les notícies"— es manté intacte des del seu naixement.
Associated Press va diversificar les seves capacitats de reunió de notícies i el 2007 obtenia un 30% dels seus beneficis només de diaris estatunidencs, un 37% de clients de difusió global, un 15% de diaris en línia, i finalment un 18% provenia de diaris internacionals i del món de la fotografia.

### Reconeixement
La gran riquesa de continguts de l'agència ha fet que portals com Yahoo! o MSN tinguin a AP com a font de referència informativa. L'intens seguiment i desenvolupament de les notícies dut a terme pel gran nombre de professionals que treballen arreu del món per la cooperativa ha fet que Associated Press tingui una imatge pública pràcticament impecable. El 2007, Google anunciava que part del contingut de Google News era d'Associated Press. Encara que, cal dir que va deixar de comprar contingut del 2009 a mitjans del 2010 per una controvèrsia en les autoritzacions.

## Cronograma
- 1876 Mark Kellogg va ser el primer corresponsal de notícies d'AP assassinat durant l'exercici de la seva feina. Va morir en la batalla de Little Bighorn.
- 1893 Melville E. Stone es va convertir en el director general, ho seria fins al 1921, de la cooperativa. Sota el seu mandat, AP va convertir-se en una de les agències de notícies més importants del món.
- 1899 AP va fer servir per primer cop en el món de les notícies l'innovador telègraf sense fils per cobrir la Copa Amèrica de vela.
- 1914 AP va introduir el teletip, el qual transmetia directament a les impressores a través de cables telegràfics. Al cap de poc temps, una xarxa mundial de teletips de gran potència sortia al mercat.
- 1935 AP va ser la primera agència a fer ús de la telefotografia. La primera imatge que es va enviar a través de la xarxa va ser la d'un accident d'avió a Morehouse, Nova York, el cap d'any del 35.
- 1938 AP obria oficines al Rockefeller Center de Nova York. L'edifici es mantindria com la seu central de la cooperativa durant 66 anys.
- 1941 AP feia el salt a les emissores de ràdio.
- 1945 El corresponsal de guerra d'Associated Press Joseph Morton era executat, juntament amb nou homes del servei d'intel·ligència americà OSS i quatre agents britànics del SOE, pels alemanys al camp de concentració de Mauthausen. Morton va ser l'únic corresponsal aliat executat per les potències de l'Eix durant la Segona Guerra Mundial. Aquell mateix any, el cap d'oficina de l'agència d'AP a París, Edward Kennedy, desafiava l'apagada informativa d'una seu central de notícies aliada per informar sobre la rendició nazi. Aquest desafiament va fer que l'acomiadessin. Així i tot, Kennedy sosté que l'única cosa que va fer és informar.
- 1951 El corresponsal de guerra d'Associated Press William N. Oatis (també cap d'oficina de l'agència de Praga) va ser arrestat pel govern comunista de Txecoslovàquia acusat d'espionatge. No va ser alliberat fins al 1953.
- 1994 AP llença APTV, una agència internacional de recopilació de notícies amb seu a Londres.
- 2006 AP s'uneix a Youtube.
- 2008 AP llença la seva pròpia aplicació per a dispositius mòbils: l'AP Mobile (coneguda inicialment com a AP Mobile News Network), un portal de notícies multimèdia on els usuaris poden accedir en qualsevol moment a tota mena de notícies de nivell local, estatal i internacional.
- 2010 AP introdueix en el mercat una sèrie d'aplicacions per ordinadors i dispositius mòbils que permeten seguir al minut tota mena de notícies relacionades amb la Copa del Món de Futbol.
- 2010 Els guanys de la cooperativa cauen un 65% des del 2008, posicionant-se en els 8,8 milions de dòlars. AP també va anunciar que de no haver tancat el seu servei de notícies en alemany hauria experimentat una pèrdua encara més gran (4,4 milions de dòlars).
- 2011 El 2010 cau un 7% dels ingressos (14,7 milions). Tot i això, la suma dels guanys se situa al voltant dels 631 milions de dòlars. L'any 2011 l'agència es veu obligada a rebaixar els preus del seu contingut.
- 2012 Gary B. Pruitt es converteix en CEO i president de la cooperativa succeint a Tom Curley. Pruitt esdevé el tretzè líder d'AP en els seus 166 anys d'història.[10]
- 2017 AP mou la seva seu central al 200 Liberty Street de Nova York.

## Direcció
L'Associated Press es regeix per un elegit conjunt de directors. Des de l'abril del 2017 el president és Steven R. Swartz, president i CEO de Hearst Corporation.
| Steven R. Swartz (president) | Hearst Corporation                               |
| ---------------------------- | ------------------------------------------------ |
| Lisa M. DeSisto              | MaineToday Media                                 |
| Richard A. Boehne            | E.W. Scripps Company                             |
| William Lewis                | The Wall Street Journal                          |
| Robert Brown                 | Swift Communications                             |
| William Stacey Cowles        | The Spokesman-Review i Cowles Publishing Co.     |
| Kirk Davis                   | GatehouseMedia, LLC i New Media Investment Group |
| Michael Newhouse             | Advance Publications                             |
| Bill Hoffman                 | Cox Media Group                                  |
| Rob King                     | ESPN                                             |
| Terry J. Kroeger             | BH Media Group i The Omaha World-Herald          |
| Isaac Lee                    | Unvision Communications, Inc i Fusion.           |
| Robin McKinney Martin        | The Santa Fe New Mexican i The Taos News         |
| Gracia C. Martore            | Tegna, Inc.                                      |
| Jim M. Moroney III           | A. H. Belo Corporation                           |
| William O. Nutting           | The Ogden Newspapers Inc.                        |
| David M. Paxton              | Paxton Media Group                               |
| Bob Dickey                   | Gannett                                          |
| Emily L. Barr                | Graham Media Group                               |
| Paul C. Tash                 | Times Publishing Company                         |

## APTV
El 1994 Associated Press funda APTV (Associated Press Television) a Londres amb l'objectiu d'aportar material informatiu a cadenes de televisió. Altres proveïdors destacats del moment eren Reuters Television (anteriorment Visnews) i Worldwide Television News (WTN).
El 1998 AP compra WTN per tal de fusionar-la amb la seva pròpia agència i crear l'Associated Press Television News (APTN).
AP publica 70.000 vídeos amb un total de 6.000 hores de vídeo en directe per any, segons dades del 2016. Cal dir també que compta amb quatre canals de televisió en directe. Precisament, l'AP va ser la primera agència de notícies que va llançar un servei de notícies en directe el 2003.

## Reconeixements
L'AP ha guanyat 56 premis Pulitzer, inclosos 34 de fotografia, des que es va establir el guardó el 1917. El maig de 2020, Dar Yasin, Mukhtar Khan i Channi Anand de l'AP van ser guardonats amb el Premi Pulitzer de fotografia 2020. L'elecció va causar controvèrsia, perquè per alguns va suposar qüestionar "la legitimitat de l'Índia sobre Caixmir" ja que van utilitzar la paraula "independència" pel que fa a la revocació de l'article 370, que fa referència a un estatus especial de Jammu i el Caixmir.